# New York City Marathon 1974
De New York City Marathon 1974 werd gelopen op zondag 29 september 1974. Het was de vijfde editie van deze marathon.
De Amerikaan Norbert Sander won de wedstrijd bij de mannen in 2:26.30. Zijn landgenote Kathrine Switzer zegevierde bij de vrouwen in 3:07.29.
In totaal finishten 259 marathonlopers de wedstrijd, waarvan 250 mannen en 9 vrouwen.

## Uitslagen

### Mannen
| rang   | naam            | land | tijd    |
| ------ | --------------- | ---- | ------- |
| Goud   | Norbert Sander  | USA  | 2:26.30 |
| Zilver | Art McAndrews   | USA  | 2:28.16 |
| Brons  | Larry Frederick | USA  | 2:32.18 |
| 4      | Arthur Hall     | USA  | 2:35.01 |
| 5      | Bill Rodgers    | USA  | 2:35.59 |
| 6      | Hugh Sweeny     | USA  | 2:37.27 |
| 7      | Michael Baxter  | USA  | 2:37.31 |
| 8      | Mike Scarbrough | USA  | 2:41.00 |
| 9      | Kevin McDonald  | USA  | 2:44.29 |
| 10     | Colin Beer      | USA  | 2:45.10 |

### Vrouwen
| rang   | naam                   | land | tijd    |
| ------ | ---------------------- | ---- | ------- |
| Goud   | Kathrine Switzer       | USA  | 3:07.29 |
| Zilver | Elizabeth Franceschini | USA  | 3:36.18 |
| Brons  | Faith Berriman         | USA  | 3:55.06 |
| 4      | Ann Degroff            | USA  | 3:55.49 |
| 5      | Durhane Rieger         | USA  | 4:03.17 |
| 6      | Mary Ann Pepan         | USA  | 4:21.00 |
| 7      | Betty Phillips         | USA  | 4:27.48 |
| 8      | Cheryl Weill           | USA  | 4:29.37 |
| 9      | Mary Hart              | USA  | 5:18.17 |

1970 ·
1971 ·
1972 ·
1973 ·
1974 ·
1975 ·
1976 ·
1977 ·
1978 ·
1979 ·
1980 ·
1981 ·
1982 ·
1983 ·
1984 ·
1985 ·
1986 ·
1987 ·
1988 ·
1989 ·
1990 ·
1991 ·
1992 ·
1993 ·
1994 ·
1995 ·
1996 ·
1997 ·
1998 ·
1999 ·
2000 ·
2001 ·
2002 ·
2003 ·
2004 ·
2005 ·
2006 ·
2007 ·
2008 ·
2009 ·
2010 ·
2011 ·
2012 · 
2013 ·
2014 ·
2015 ·
2016 ·
2017 ·
2018 ·
2019 ·
2020 · 
2021 ·
2022 ·
2023 ·
2024